# 前橋都市圏
前橋都市圏（まえばしとしけん）は、群馬県前橋市を中心とする都市圏である。前橋市の双子都市である高崎市などを含む域内総生産は約5兆2516億円。都市圏総人口は約126万人。これは宇都宮都市圏を上回る北関東最大の規模であり、関東地方では東京都市圏に次いで2番目に多い。2016年5月2日の週刊ダイヤモンド誌HPによると日本の17都市圏ランキングのうち11位であった。

## 定義
一般的な都市圏の定義については都市圏を参照。

### 「10% 都市圏」（通勤圏）
- 前橋市を中心市とする都市雇用圏（10%通勤圏）の人口は126万3034人[3]（2015年国勢調査基準）。中心都市は2010年は前橋市、高崎市、伊勢崎市の3市、2015年は前橋市、高崎市の2市が設定されている（伊勢崎市は中心都市の扱いから外れた）。
- 中心DID（人口集中地区）人口は20万4541人（2000年）。

通勤率が最も高い自治体は吉岡町の44.2%であり、以下は通勤率上位5つの自治体である（2015年国勢調査）。
| 順位 | 自治体 | 通勤率 |
| ---- | ------ | ------ |
| 1    | 吉岡町 | 44.2%  |
| 2    | 榛東村 | 39.0%  |
| 3    | 玉村町 | 31.4%  |
| 4    | 安中市 | 24.9%  |
| 5    | 藤岡市 | 24.0%  |

| 県     | 自治体 ('80) | 1980年                   | 1990年                   | 1995年                   | 2000年                   | 2005年                   | 2010年                  | 2015年                  | 2020年                  | 自治体 ('20) |
| ------ | ------------ | ------------------------ | ------------------------ | ------------------------ | ------------------------ | ------------------------ | ----------------------- | ----------------------- | ----------------------- | ------------ |
| 群馬県 | 藪塚本町     | 桐生 都市圏 20万5240人   | 太田 都市圏              | 太田 都市圏              | 太田 都市圏              | 太田 都市圏              | 太田 都市圏             | 太田 都市圏             | 太田 都市圏             | 太田市       |
| 群馬県 | 桐生市       | 桐生 都市圏 20万5240人   | 桐生 都市圏 19万2286人   | 桐生 都市圏 18万9176人   | 桐生 都市圏 18万5540人   | 桐生 都市圏 18万0152人   | 前橋 都市圏             | 太田 都市圏             | 太田 都市圏             | 桐生市       |
| 群馬県 | 新里村       | 桐生 都市圏 20万5240人   | 桐生 都市圏 19万2286人   | 桐生 都市圏 18万9176人   | 桐生 都市圏 18万5540人   | 桐生 都市圏 18万0152人   | 前橋 都市圏             | 太田 都市圏             | 太田 都市圏             | 桐生市       |
| 群馬県 | 黒保根村     | 桐生 都市圏 20万5240人   | 桐生 都市圏 19万2286人   | 桐生 都市圏 18万9176人   | 桐生 都市圏 18万5540人   | 桐生 都市圏 18万0152人   | 前橋 都市圏             | 太田 都市圏             | 太田 都市圏             | 桐生市       |
| 群馬県 | 東村         | 桐生 都市圏 20万5240人   | 桐生 都市圏 19万2286人   | 桐生 都市圏 18万9176人   | 桐生 都市圏 18万5540人   | 桐生 都市圏 18万0152人   | 前橋 都市圏             | 太田 都市圏             | 太田 都市圏             | みどり市     |
| 群馬県 | 大間々町     | 桐生 都市圏 20万5240人   | 桐生 都市圏 19万2286人   | 桐生 都市圏 18万9176人   | 桐生 都市圏 18万5540人   | 桐生 都市圏 18万0152人   | 前橋 都市圏             | 太田 都市圏             | 太田 都市圏             | みどり市     |
| 群馬県 | 笠懸村       | 桐生 都市圏 20万5240人   | 桐生 都市圏 19万2286人   | 桐生 都市圏 18万9176人   | 桐生 都市圏 18万5540人   | 桐生 都市圏 18万0152人   | 前橋 都市圏             | 太田 都市圏             | 太田 都市圏             | みどり市     |
| 群馬県 | 吾妻町       | -                        | -                        | -                        | -                        | -                        | -                       | -                       | -                       | 東吾妻町     |
| 群馬県 | 東村         | 渋川 都市圏              | 前橋 都市圏              | 前橋 都市圏              | 前橋 都市圏              | 前橋 都市圏              | -                       | -                       | -                       | 東吾妻町     |
| 群馬県 | 高山村       | -                        | -                        | -                        | -                        | -                        | -                       | -                       | 前橋 都市圏 125万3418人 | 高山村       |
| 群馬県 | 伊勢崎市     | 伊勢崎 都市圏 15万9064人 | 伊勢崎 都市圏 17万5206人 | 伊勢崎 都市圏 18万4394人 | 伊勢崎 都市圏 19万4232人 | 伊勢崎 都市圏 20万2447人 | 前橋 都市圏 145万3528人 | 前橋 都市圏 126万3034人 | 前橋 都市圏 125万3418人 | 伊勢崎市     |
| 群馬県 | 境町         | 伊勢崎 都市圏 15万9064人 | 伊勢崎 都市圏 17万5206人 | 伊勢崎 都市圏 18万4394人 | 伊勢崎 都市圏 19万4232人 | 伊勢崎 都市圏 20万2447人 | 前橋 都市圏 145万3528人 | 前橋 都市圏 126万3034人 | 前橋 都市圏 125万3418人 | 伊勢崎市     |
| 群馬県 | 東村         | 伊勢崎 都市圏 15万9064人 | 伊勢崎 都市圏 17万5206人 | 伊勢崎 都市圏 18万4394人 | 伊勢崎 都市圏 19万4232人 | 伊勢崎 都市圏 20万2447人 | 前橋 都市圏 145万3528人 | 前橋 都市圏 126万3034人 | 前橋 都市圏 125万3418人 | 伊勢崎市     |
| 群馬県 | 赤堀村       | 伊勢崎 都市圏 15万9064人 | 伊勢崎 都市圏 17万5206人 | 伊勢崎 都市圏 18万4394人 | 伊勢崎 都市圏 19万4232人 | 伊勢崎 都市圏 20万2447人 | 前橋 都市圏 145万3528人 | 前橋 都市圏 126万3034人 | 前橋 都市圏 125万3418人 | 伊勢崎市     |
| 群馬県 | 伊香保町     | -                        | -                        | -                        | -                        | 前橋 都市圏 46万2923人   | 前橋 都市圏 145万3528人 | 前橋 都市圏 126万3034人 | 前橋 都市圏 125万3418人 | 渋川市       |
| 群馬県 | 小野上村     | 渋川 都市圏 7万7891人    | 前橋 都市圏 44万9543人   | 前橋 都市圏 45万5681人   | 前橋 都市圏 45万8996人   | 前橋 都市圏 46万2923人   | 前橋 都市圏 145万3528人 | 前橋 都市圏 126万3034人 | 前橋 都市圏 125万3418人 | 渋川市       |
| 群馬県 | 子持村       | 渋川 都市圏 7万7891人    | 前橋 都市圏 44万9543人   | 前橋 都市圏 45万5681人   | 前橋 都市圏 45万8996人   | 前橋 都市圏 46万2923人   | 前橋 都市圏 145万3528人 | 前橋 都市圏 126万3034人 | 前橋 都市圏 125万3418人 | 渋川市       |
| 群馬県 | 渋川市       | 渋川 都市圏 7万7891人    | 前橋 都市圏 44万9543人   | 前橋 都市圏 45万5681人   | 前橋 都市圏 45万8996人   | 前橋 都市圏 46万2923人   | 前橋 都市圏 145万3528人 | 前橋 都市圏 126万3034人 | 前橋 都市圏 125万3418人 | 渋川市       |
| 群馬県 | 赤城村       | 渋川 都市圏 7万7891人    | 前橋 都市圏 44万9543人   | 前橋 都市圏 45万5681人   | 前橋 都市圏 45万8996人   | 前橋 都市圏 46万2923人   | 前橋 都市圏 145万3528人 | 前橋 都市圏 126万3034人 | 前橋 都市圏 125万3418人 | 渋川市       |
| 群馬県 | 北橘村       | 前橋 都市圏 34万1331人   | 前橋 都市圏 44万9543人   | 前橋 都市圏 45万5681人   | 前橋 都市圏 45万8996人   | 前橋 都市圏 46万2923人   | 前橋 都市圏 145万3528人 | 前橋 都市圏 126万3034人 | 前橋 都市圏 125万3418人 | 渋川市       |
| 群馬県 | 前橋市       | 前橋 都市圏 34万1331人   | 前橋 都市圏 44万9543人   | 前橋 都市圏 45万5681人   | 前橋 都市圏 45万8996人   | 前橋 都市圏 46万2923人   | 前橋 都市圏 145万3528人 | 前橋 都市圏 126万3034人 | 前橋 都市圏 125万3418人 | 前橋市       |
| 群馬県 | 大胡町       | 前橋 都市圏 34万1331人   | 前橋 都市圏 44万9543人   | 前橋 都市圏 45万5681人   | 前橋 都市圏 45万8996人   | 前橋 都市圏 46万2923人   | 前橋 都市圏 145万3528人 | 前橋 都市圏 126万3034人 | 前橋 都市圏 125万3418人 | 前橋市       |
| 群馬県 | 宮城村       | 前橋 都市圏 34万1331人   | 前橋 都市圏 44万9543人   | 前橋 都市圏 45万5681人   | 前橋 都市圏 45万8996人   | 前橋 都市圏 46万2923人   | 前橋 都市圏 145万3528人 | 前橋 都市圏 126万3034人 | 前橋 都市圏 125万3418人 | 前橋市       |
| 群馬県 | 粕川村       | 前橋 都市圏 34万1331人   | 前橋 都市圏 44万9543人   | 前橋 都市圏 45万5681人   | 前橋 都市圏 45万8996人   | 前橋 都市圏 46万2923人   | 前橋 都市圏 145万3528人 | 前橋 都市圏 126万3034人 | 前橋 都市圏 125万3418人 | 前橋市       |
| 群馬県 | 富士見村     | 前橋 都市圏 34万1331人   | 前橋 都市圏 44万9543人   | 前橋 都市圏 45万5681人   | 前橋 都市圏 45万8996人   | 前橋 都市圏 46万2923人   | 前橋 都市圏 145万3528人 | 前橋 都市圏 126万3034人 | 前橋 都市圏 125万3418人 | 前橋市       |
| 群馬県 | 榛東村       | 前橋 都市圏 34万1331人   | 前橋 都市圏 44万9543人   | 前橋 都市圏 45万5681人   | 前橋 都市圏 45万8996人   | 前橋 都市圏 46万2923人   | 前橋 都市圏 145万3528人 | 前橋 都市圏 126万3034人 | 前橋 都市圏 125万3418人 | 榛東村       |
| 群馬県 | 吉岡村       | 前橋 都市圏 34万1331人   | 前橋 都市圏 44万9543人   | 前橋 都市圏 45万5681人   | 前橋 都市圏 45万8996人   | 前橋 都市圏 46万2923人   | 前橋 都市圏 145万3528人 | 前橋 都市圏 126万3034人 | 前橋 都市圏 125万3418人 | 吉岡町       |
| 群馬県 | 富岡市       | 富岡 都市圏 8万8256人    | 富岡 都市圏 8万6671人    | 富岡 都市圏 8万5011人    | 富岡 都市圏 8万3570人    | 富岡 都市圏 8万1151人    | 前橋 都市圏 145万3528人 | 前橋 都市圏 126万3034人 | 前橋 都市圏 125万3418人 | 富岡市       |
| 群馬県 | 妙義町       | 富岡 都市圏 8万8256人    | 富岡 都市圏 8万6671人    | 富岡 都市圏 8万5011人    | 富岡 都市圏 8万3570人    | 富岡 都市圏 8万1151人    | 前橋 都市圏 145万3528人 | 前橋 都市圏 126万3034人 | 前橋 都市圏 125万3418人 | 富岡市       |
| 群馬県 | 甘楽町       | 富岡 都市圏 8万8256人    | 富岡 都市圏 8万6671人    | 富岡 都市圏 8万5011人    | 富岡 都市圏 8万3570人    | 富岡 都市圏 8万1151人    | 前橋 都市圏 145万3528人 | 前橋 都市圏 126万3034人 | 前橋 都市圏 125万3418人 | 甘楽町       |
| 群馬県 | 下仁田町     | 富岡 都市圏 8万8256人    | 富岡 都市圏 8万6671人    | 富岡 都市圏 8万5011人    | 富岡 都市圏 8万3570人    | 富岡 都市圏 8万1151人    | 前橋 都市圏 145万3528人 | 前橋 都市圏 126万3034人 | 前橋 都市圏 125万3418人 | 下仁田町     |
| 群馬県 | 南牧村       | 富岡 都市圏 8万8256人    | 富岡 都市圏 8万6671人    | 富岡 都市圏 8万5011人    | 富岡 都市圏 8万3570人    | 富岡 都市圏 8万1151人    | 前橋 都市圏 145万3528人 | 前橋 都市圏 126万3034人 | 前橋 都市圏 125万3418人 | 南牧村       |
| 群馬県 | 玉村町       | 高崎 都市圏 45万7317人   | 高崎 都市圏 50万6006人   | 高崎 都市圏 52万4792人   | 高崎 都市圏 53万2271人   | 高崎 都市圏 53万5554人   | 前橋 都市圏 145万3528人 | 前橋 都市圏 126万3034人 | 前橋 都市圏 125万3418人 | 玉村町       |
| 群馬県 | 安中市       | 高崎 都市圏 45万7317人   | 高崎 都市圏 50万6006人   | 高崎 都市圏 52万4792人   | 高崎 都市圏 53万2271人   | 高崎 都市圏 53万5554人   | 前橋 都市圏 145万3528人 | 前橋 都市圏 126万3034人 | 前橋 都市圏 125万3418人 | 安中市       |
| 群馬県 | 松井田町     | 高崎 都市圏 45万7317人   | 高崎 都市圏 50万6006人   | 高崎 都市圏 52万4792人   | 高崎 都市圏 53万2271人   | 高崎 都市圏 53万5554人   | 前橋 都市圏 145万3528人 | 前橋 都市圏 126万3034人 | 前橋 都市圏 125万3418人 | 安中市       |
| 群馬県 | 高崎市       | 高崎 都市圏 45万7317人   | 高崎 都市圏 50万6006人   | 高崎 都市圏 52万4792人   | 高崎 都市圏 53万2271人   | 高崎 都市圏 53万5554人   | 前橋 都市圏 145万3528人 | 前橋 都市圏 126万3034人 | 前橋 都市圏 125万3418人 | 高崎市       |
| 群馬県 | 箕郷町       | 高崎 都市圏 45万7317人   | 高崎 都市圏 50万6006人   | 高崎 都市圏 52万4792人   | 高崎 都市圏 53万2271人   | 高崎 都市圏 53万5554人   | 前橋 都市圏 145万3528人 | 前橋 都市圏 126万3034人 | 前橋 都市圏 125万3418人 | 高崎市       |
| 群馬県 | 群馬町       | 高崎 都市圏 45万7317人   | 高崎 都市圏 50万6006人   | 高崎 都市圏 52万4792人   | 高崎 都市圏 53万2271人   | 高崎 都市圏 53万5554人   | 前橋 都市圏 145万3528人 | 前橋 都市圏 126万3034人 | 前橋 都市圏 125万3418人 | 高崎市       |
| 群馬県 | 倉淵村       | 高崎 都市圏 45万7317人   | 高崎 都市圏 50万6006人   | 高崎 都市圏 52万4792人   | 高崎 都市圏 53万2271人   | 高崎 都市圏 53万5554人   | 前橋 都市圏 145万3528人 | 前橋 都市圏 126万3034人 | 前橋 都市圏 125万3418人 | 高崎市       |
| 群馬県 | 新町         | 高崎 都市圏 45万7317人   | 高崎 都市圏 50万6006人   | 高崎 都市圏 52万4792人   | 高崎 都市圏 53万2271人   | 高崎 都市圏 53万5554人   | 前橋 都市圏 145万3528人 | 前橋 都市圏 126万3034人 | 前橋 都市圏 125万3418人 | 高崎市       |
| 群馬県 | 榛名町       | 高崎 都市圏 45万7317人   | 高崎 都市圏 50万6006人   | 高崎 都市圏 52万4792人   | 高崎 都市圏 53万2271人   | 高崎 都市圏 53万5554人   | 前橋 都市圏 145万3528人 | 前橋 都市圏 126万3034人 | 前橋 都市圏 125万3418人 | 高崎市       |
| 群馬県 | 吉井町       | 高崎 都市圏 45万7317人   | 高崎 都市圏 50万6006人   | 高崎 都市圏 52万4792人   | 高崎 都市圏 53万2271人   | 高崎 都市圏 53万5554人   | 前橋 都市圏 145万3528人 | 前橋 都市圏 126万3034人 | 前橋 都市圏 125万3418人 | 高崎市       |
| 群馬県 | 藤岡市       | 高崎 都市圏 45万7317人   | 高崎 都市圏 50万6006人   | 高崎 都市圏 52万4792人   | 高崎 都市圏 53万2271人   | 高崎 都市圏 53万5554人   | 前橋 都市圏 145万3528人 | 前橋 都市圏 126万3034人 | 前橋 都市圏 125万3418人 | 藤岡市       |
| 群馬県 | 鬼石町       | -                        | 高崎 都市圏 50万6006人   | 高崎 都市圏 52万4792人   | 高崎 都市圏 53万2271人   | 高崎 都市圏 53万5554人   | 前橋 都市圏 145万3528人 | 前橋 都市圏 126万3034人 | 前橋 都市圏 125万3418人 | 藤岡市       |
| 埼玉県 | 神泉村       | -                        | 高崎 都市圏 50万6006人   | 高崎 都市圏 52万4792人   | 高崎 都市圏 53万2271人   | -                        | 本庄 都市圏             | 本庄 都市圏             | 本庄 都市圏             | 神川町       |
| 埼玉県 | 神川町       | -                        | -                        | -                        | -                        | -                        | 本庄 都市圏             | 本庄 都市圏             | 本庄 都市圏             | 神川町       |

前橋都市圏（都市雇用圏）の範囲。藍色は中心都市。

- 1986年10月1日：赤堀村が町制施行し赤堀町となる。
- 1990年4月1日：笠懸村が町制施行し笠懸町となる。
- 1991年4月1日：吉岡村が町制施行し吉岡町となる。
- 1996年7月1日：倉淵村が倉渕村と改称する。
- 2004年12月5日：大胡町、宮城村、粕川村が前橋市へ編入する。
- 2005年1月1日：伊勢崎市、境町、東村、赤堀町が合併し伊勢崎市となる。
- 2005年3月28日：藪塚本町が太田市、尾島町、新田町と合併し太田市となる。
- 2005年6月13日：新里村、黒保根村が桐生市へ編入する。
- 2006年1月1日
  - 鬼石町が藤岡市へ編入する。
  - 神川町、神泉村が合併し神川町となる。
- 2006年1月23日：箕郷町、群馬町、倉渕村、新町が高崎市へ編入する。
- 2006年2月20日：渋川市、伊香保町、小野上村、子持村、赤城村、北橘村が合併し渋川市となる。
- 2006年3月18日：安中市、松井田町が合併し安中市となる。
- 2006年3月27日
  - 東村、大間々町、笠懸町が合併しみどり市となる。
  - 吾妻町、東村が合併し東吾妻町となる。
  - 富岡市、妙義町が合併し富岡市となる。
- 2006年10月1日：榛名町が高崎市へ編入する。
- 2009年5月5日：富士見村が前橋市へ編入する。
- 2009年6月1日：吉井町が高崎市へ編入する。